# Lijst van spelers van het Jamaicaanse voetbalelftal
Deze lijst van spelers van het Jamaicaans voetbalelftal geeft een overzicht van alle voetballers die minimaal vijftig interlands achter hun naam hebben staan voor Jamaica. Vetgezette spelers zijn in 2024 of 2025 nog voor de nationale ploeg uitgekomen.

## Overzicht
- Bijgewerkt tot en met interland tegen  Trinidad en Tobago op 10 februari 2025

| Naam speler       | Debuut | Laatst | Interlands | Goals |
| ----------------- | ------ | ------ | ---------- | ----- |
| Ian Goodison      | 1996   | 2009   | 128        | 10    |
| Linval Dixon      | 1993   | 2003   | 127        | 3     |
| Theodore Whitmore | 1993   | 2004   | 120        | 24    |
| Ricardo Gardner   | 1997   | 2012   | 111        | 9     |
| Warren Barrett    | 1990   | 2000   | 108        | 0     |
| Andy Williams     | 1997   | 2008   | 107        | 22    |
| Durrant Brown     | 1992   | 1998   | 102        | 0     |
| Donovan Ricketts  | 1999   | 2013   | 100        | 0     |
| Jermaine Taylor   | 2004   | 2017   | 99         | 0     |
| Je-Vaughn Watson  | 2008   | 2022   | 94         | 4     |
| Fabian Davis      | 1995   | 2007   | 88         | 6     |
| Rodolph Austin    | 2007   | 2016   | 86         | 7     |
| Christopher Dawes | 1995   | 2001   | 85         | 1     |
| Tyrone Marshall   | 2000   | 2010   | 84         | 5     |
| Onandi Lowe       | 1995   | 2004   | 81         | 27    |
| Andre Blake       | 2014   | 2024   | 80         | 0     |
| Ricardo Fuller    | 1999   | 2012   | 77         | 10    |
| Kemar Lawrence    | 2013   | 2023   | 77         | 3     |
| Walter Boyd       | 1991   | 2001   | 75         | 19    |
| Omar Daley        | 2000   | 2013   | 75         | 7     |
| Luton Shelton     | 2004   | 2013   | 75         | 35    |
| Jermaine Johnson  | 1999   | 2017   | 74         | 11    |
| Aaron Lawrence    | 1997   | 2004   | 74         | 1     |
| Adrian Mariappa   | 2012   | 2023   | 73         | 1     |
| Peter Cargill     | 1985   | 1998   | 72         | 3     |
| Demar Phillips    | 2006   | 2016   | 72         | 12    |
| Stephen Malcolm   | 1995   | 2001   | 71         | 3     |
| Hector Wright     | 1988   | 1997   | 71         | 16    |
| Claude Davis      | 2000   | 2012   | 69         | 2     |
| Damion Lowe       | 2016   | 2024   | 69         | 3     |
| Deon Burton       | 1997   | 2009   | 61         | 13    |
| Paul Davis        | 1983   | 1997   | 61         | 18    |
| Alvas Powell      | 2012   | 2022   | 58         | 2     |
| Shamar Nicholson  | 2017   | 2024   | 56         | 19    |
| Gregory Messam    | 1995   | 1998   | 55         | 0     |
| Damion Stewart    | 1999   | 2012   | 54         | 3     |
| Shavar Thomas     | 2009   | 2012   | 53         | 0     |
| Darren Mattocks   | 2012   | 2019   | 50         | 18    |

JFF · A-internationals · Bondscoaches · Selecties · Statistieken · Jamaicaans vrouwenelftal · Olympisch elftal · Jamaica U21 · Jamaica U19 · Jamaica U17
1920 – 1959 · 
1960 – 1969 · 
1970 – 1979 · 
1980 – 1989 · 
1990 – 1999 · 
2000 – 2009 · 
2010 – 2019 · 
2020 – 2029
Gold Cup 1991 · 
Gold Cup 1993 · 
Gold Cup 1998 · 
Gold Cup 2000 · 
Gold Cup 2003 · 
Gold Cup 2005 · 
Gold Cup 2009 · 
Gold Cup 2011 · 
Gold Cup 2015
Copa América 2015
WK 1998
1925 · 
1926 · 
1927–1929 · 
1930 · 
1931 · 
1932 · 
1933–1934 · 
1935 · 
1936 · 
1937 · 
1938 · 
1939–1946 · 
1947 · 
1948 · 
1949 · 
1950 · 
1951 · 
1952 · 
1953 · 
1954–1956 · 
1957 · 
1958 · 
1959 · 
1960 · 
1961 · 
1962 · 
1963 · 
1964 · 
1965 · 
1966 · 
1967 · 
1968 · 
1969 · 
1970 · 
1971 · 
1972 · 
1973 · 
1974 · 
1975 · 
1976 · 
1977 · 
1978 · 
1979 · 
1980 · 
1981 · 
1982 · 
1983 · 
1984 · 
1985 · 
1986 · 
1987 · 
1988 · 
1989 · 
1990 · 
1991 · 
1992 · 
1993 · 
1994 · 
1995 · 
1996 · 
1997 · 
1998 · 
1999 · 
2000 · 
2001 · 
2002 · 
2003 · 
2004 · 
2005 · 
2006 · 
2007 · 
2008 · 
2009 · 
2010 · 
2011 · 
2012 · 
2013 · 
2014 · 
2015 · 
2016 ·
2017 ·
2018 ·
2019 ·
2020 ·
2021 ·
2022 ·
2023 ·
2024
Amerikaanse Maagdeneilanden ·
Antigua en Barbuda ·
Argentinië ·
Aruba ·
Australië ·
Bahama's ·
Barbados ·
Bermuda ·
Bolivia ·
Brazilië ·
Britse Maagdeneilanden ·
Bulgarije ·
Canada ·
Chili ·
China ·
Colombia ·
Costa Rica ·
Cuba ·
Curaçao ·
Dominica ·
Dominicaanse Republiek ·
Ecuador ·
Egypte ·
El Salvador ·
Engeland ·
Frankrijk ·
Ghana ·
Grenada ·
Guatemala ·
Guyana ·
Haïti ·
Honduras ·
Ierland ·
India ·
Indonesië ·
Iran ·
Japan ·
Jordanië ·
Kaaimaneilanden ·
Kameroen ·
Kroatië ·
Maleisië ·
Marokko ·
Mexico ·
Nederlandse Antillen ·
Nicaragua ·
Nieuw-Zeeland ·
Nigeria ·
Noord-Macedonië ·
Noorwegen ·
Panama ·
Paraguay ·
Peru ·
Puerto Rico ·
Qatar ·
Saint Kitts en Nevis ·
Saint Lucia ·
Saint Vincent en de Grenadines ·
Saoedi-Arabië ·
Servië ·
Suriname ·
Trinidad en Tobago ·
Uruguay ·
Venezuela ·
Verenigde Staten ·
Vietnam ·
Wales ·
Zambia ·
Zuid-Afrika ·
Zuid-Korea ·
Zweden ·
Zwitserland